# Výtopna Zlíchov
Výtopna Zlíchov v Praze byla postavena na hranici Smíchova se Zlíchovem na železniční trati bývalé Pražsko-duchcovské dráhy. Je chráněna jako nemovitá kulturní památka České republiky.

## Historie
Výtopna na Zlíchově vznikla v 70. a 80. letech 19. století jako součást Pražsko-duchcovské dráhy. Výrazně byla rozšířena ve 20. až 30. letech 20. století; v té době sloužila Mezinárodní společnosti lůžkových vozů, která provozovala mimo jiné slavný Orient Expres, pro údržbu a revizi vozů. Po roce 1951 zde měl podnik Vagónka Tatra Smíchov prototypovou dílnu.

### Po roce 1989
Areál výtopny slouží k údržbě, opravám a provozu historických železničních vozidel a je příležitostně zpřístupněn veřejnosti.

### Popis
Areál tvoří několik vzájemně napojených objektů. Mezi nejstarší stavby patří obdélná zděná hala původní výtopny, ke které na západní straně přiléhá vyšší zděný objekt vodárny. Na východním průčelí je zachováno původní členění fasády haly výtopny, členění západního průčelí a přízemí vodárny je patrné při pohledech z interiéru přilehlých prostor. V horním podlaží vodárny se dochovaly původní nýtované nádrže.
Přistavěné objekty z počátku 20. století mají většinou hrázděnou konstrukci; jedná se o severní dvoukolejnou halu, jednokolejnou halu, východní průčelí objektu jižně od dvoukolejné haly (původní výtopna) a severní úzké křídlo. Ostatní stavby mají omítané nebo neomítané cihelné zdivo. Na všech střechách je plechová krytina.
Dochovala se okna továrního typu s pravidelným rastrem tabulek s kovovými rámy a ve všech objektech původní krovy, pouze úzký prostor mezi halami při objektu vodárny byl zastřešen dodatečně. Střechy dvoukolejných hal prolamují mladší prosklené střešní světlíky; ty jsou proraženy také v části ostatních střech. Nad hřeben střechy vystupují větrací nástřešky.
V areálu nejsou patrné žádné zásadní změny členění střech. Převážná část konstrukcí je původní z doby výstavby jednotlivých částí.